# Dottrina del focolaio
La dottrina del foco (cioè del focolaio guerrigliero) o fochismo (dallo spagnolo foquismo) è una teoria rivoluzionaria nata nel XX secolo ed ispirata da Che Guevara e sviluppata come tale da Régis Debray.
In generale, la teoria del focolaio è stata molto criticata dal marxismo e molte volte è stata anche confusa col metodo di lotta guerrigliero che pure fu applicato ovunque le rivoluzioni socialiste hanno trionfato, come ad esempio in Russia, Cina, Jugoslavia, Cuba e Vietnam.

## Storia

### Teorizzazione
In La guerra di guerriglia Guevara affermò che l'esperienza della rivoluzione cubana dimostrava che quando le condizioni oggettive non sono sufficienti ad indurre le masse a portare avanti la rivoluzione socialista, l'innesco di un piccolo focolaio di guerriglia potrebbe, con relativa velocità, estendersi come un incendio, giungendo alla sollevazione delle masse e conseguente caduta del regime. Il "Che" considerava valide queste considerazioni soprattutto per i paesi arretrati e sosteneva che i protagonisti di questi "foco" dovevano avere come base sociale di riferimento il contadino.

### Applicazione pratica
La teoria fu provata per la prima volta in Zaire dallo stesso Guevara insieme a Laurent-Désiré Kabila. Successivamente Guevara ci riprovò anche in Bolivia. In entrambi i casi non funzionò e l'avventura boliviana terminò con la cattura ed uccisione del "Che" da parte delle forze governative.
Negli anni settanta ed ottanta gruppi insurrezionali di tendenze politiche diverse e non solo di paesi sottosviluppati tentarono di applicare a loro volta la dottrina, ma nessuno è mai riuscito a conseguire una sollevazione rivoluzionaria socialista.